# Z女戦争
「Z女戦争」（おとめせんそう）は、2012年6月27日に発売された、ももいろクローバーZの8枚目のシングル。
グループとして初めて、累計売上が10万枚を突破した作品となった。

## 収録曲解説

### Z女戦争
作詞・作曲：ティカ・α / 編曲：近藤研二
歌詞・動画 - 歌ネット
生体データから人工衛星まで用いた型破りな作品を次々に発表しているやくしまるえつこが、ティカ・α名義で提供した。「私たち、この戦いが終わったら、みんなで合唱コンクールするんだ」という世界観で作られた楽曲。やくしまるは、このことに関して「ももクロのみんなは、幸せを運ぶ為に戦う祈りの戦士。戦いに明け暮れる毎日の中、戦地で出会った他の学校の女の子と仲良くなり、戦いの為に参加出来なかった合唱コンクールを一緒にやる約束をする」イメージだと語った。歌詞に「健康ランド」という言葉が出てくるが、これはグループが初期の頃に健康ランドで風呂に入りながら車中泊をし、全国ツアーを行った過酷な経験を踏まえている。
複雑な曲構成となっており、シングル曲としては最長となる6分55秒の作品である。シングルトラックとしてのゴールド認定を受けている（10万ダウンロード）。
同じ年に発売された「ニッポン笑顔百景」に小噺で参加している林家木久扇が、Z女戦争を『笑点』の大喜利コーナーで、独特のリズムでネタとして歌うことがあった。
2016年7月22日発売のやくしまるえつこのシングル「ニュームーンに恋して/Z女戦争」に、やくしまる自身によるセルフカバー版が収録されている。
2023年には、「Z女戦争 -ZZ ver.-（ダブルゼータ バージョン）」を、2018年以降のメンバー4人体制バージョンとして制作。配信限定アルバム『ZZ’s III』に収録された。

### PUSH
作詞：久保田洋司 / 作曲：大隅知宇 / 編曲：橋本由香利
歌詞・動画 - 歌ネット
ロンドンオリンピックを目前に控え、スポーツの祭典を強く意識した歌詞・ミュージックビデオとなった。キャッチフレーズは「ももクロがぶちかます"頑張れ日本!"をテーマにした応援ソング」。ボーカルパートに休みがほとんどなく、メンバーは収録の際に勢いのつけ方（アタックという技法）を意識したと述べている。
後に、グループのライブにおけるバックバンドとして参加する西川進がギターで初登場。音楽評論家の堀埜浩二は「間奏で聴かせる上擦り気味のチョーキングによる超エモーショナルなプレイが、この後も長きに渡ってももクロを支え続ける彼の“初の雄叫び”なのである」と評した。
ロッテアイス『爽』CMソングのため、歌詞に「So So」というフレーズが登場する。後に、中日ドラゴンズ・平田良介の登場曲として採用された。

### みてみて☆こっちっち
作詞：戸田昭吾 / 作曲・編曲：たなかひろかず
歌詞・動画 - 歌ネット
テレビアニメ『ポケットモンスター ベストウイッシュ』エンディングテーマ、映画『メロエッタのキラキラリサイタル』エンディングテーマ。
作詞、作曲は「めざせポケモンマスター」と同じコンビによるもの。歌詞は全てひらがなで書かれており、スカ・ビートにのった中国音楽風のメロディーとなっている。
ももいろクローバーZが憧れだと公言する橋本環奈が、テレビ番組でこの曲の振り付けを披露したことがある。
| テレビアニメ『ポケットモンスター ベストウイッシュ』エンディングテーマ 2012年5月17日 - 6月14日                 |                                             |                                               |
| 前作: ポケモンBW合唱団 『七色アーチ』                                                                         | ももいろクローバーZ 『みてみて☆こっちっち』 | 次作: -                                       |
| テレビアニメ『ポケットモンスター ベストウイッシュ シーズン2』エンディングテーマ 2012年6月21日 - 2013年1月10日 |                                             |                                               |
| 前作: - | ももいろクローバーZ 『みてみて☆こっちっち』 | 次作: 私立恵比寿中学 『サクラ・ゴーラウンド』 |

## 参加ミュージシャン
Z女戦争
- ギター & 他の楽器：近藤研二
- ドラム：Jimanica
- シンセサイザー・マニピュレーター：栗山善親
- ヴァイオリン・トップ：桑野聖
- ヴァイオリン：押鐘貴之、久永泉、井戸柄里、南條由起、三浦道子、高田智恵、下川美帆
- ヴィオラ：矢野晴子、西森記子、上田敏子
- チェロ：古川淑恵、唐沢安岐奈
- コントラバス：玉木寿美
- トランペット：エリック・ミヤシロ、西村浩二
- トロンボーン：中川英二郎
- テナー・サクソフォーン：Bob･Zung
- コーラス：ミュージッククリエイション

PUSH
- プログラミング：橋本由香利
- ギター：西川進
- ベース：渡辺等
- トランペット：西村浩二
- トロンボーン：管坂雅彦、村田陽一
- コーラス：川田瑠夏

みてみて☆こっちっち
- プログラミング：たなかひろかず

## トラックリスト

### 初回限定盤
1. Z女戦争 [6:57]
2. PUSH [4:36]
3. Z女戦争（off vocal ver.）
4. PUSH（off vocal ver.）

DVD：Z女戦争（ミュージック・ビデオ）　※初回限定盤A
DVD：PUSH（ミュージック・ビデオ）　※初回限定盤B

### 通常盤1・通常盤2（ポケモン盤）
通常盤2形態は収録曲は同じだが、2の方はジャケットがポケモンのイラストとなっている。
1. Z女戦争
2. PUSH
3. みてみて☆こっちっち [3:55]
4. Z女戦争（off vocal ver.）
5. PUSH（off vocal ver.）
6. みてみて☆こっちっち（off vocal ver.）

## 公式書籍
- バンドスコア ももいろクローバーZ 「Z女戦争」（2012年8月14日、ヤマハミュージックメディア） ISBN 978-4-636-89063-1